# Scaptodrosophila crockeri
Scaptodrosophila crockeri är en tvåvingeart som först beskrevs av Charles Howard Curran 1936.  Scaptodrosophila crockeri ingår i släktet Scaptodrosophila och familjen daggflugor. Inga underarter finns listade i Catalogue of Life.